# Залесє (потік)
Залесє (словац. Zálesie) — річка; права притока Рієки, протікає в окрузі Кежмарок.
Довжина приблизно 6,5—7,0 км. Витік знаходиться в масиві Списька Маґура (геоморфологічна підодиниця Вітряний верх — схил гори Гулок) на висоті приблизно 845 метрів.
Протікає територією сіл Залесє і Матяшовце. Впадає в Рієку на висоті приблизно 565—570 метрів.